# Neoleanira tetragona
Neoleanira tetragona är en ringmaskart som först beskrevs av Anders Sandoe Oersted 1845.  Neoleanira tetragona ingår i släktet Neoleanira och familjen Sigalionidae. Arten är reproducerande i Sverige. Inga underarter finns listade i Catalogue of Life.